# Mediateca de Perpinyà

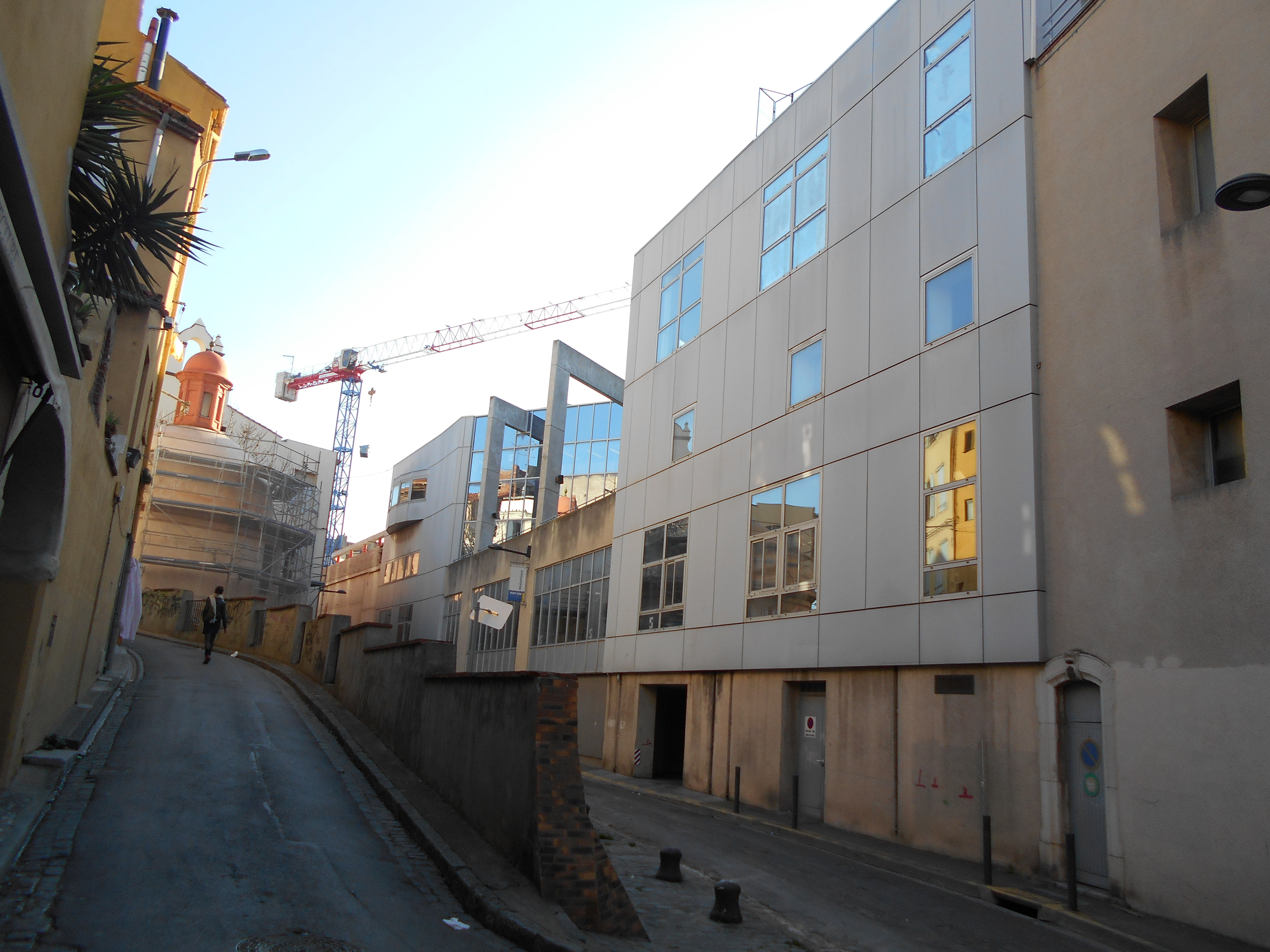
La Mediateca, pel costat del carrer de la Universitat

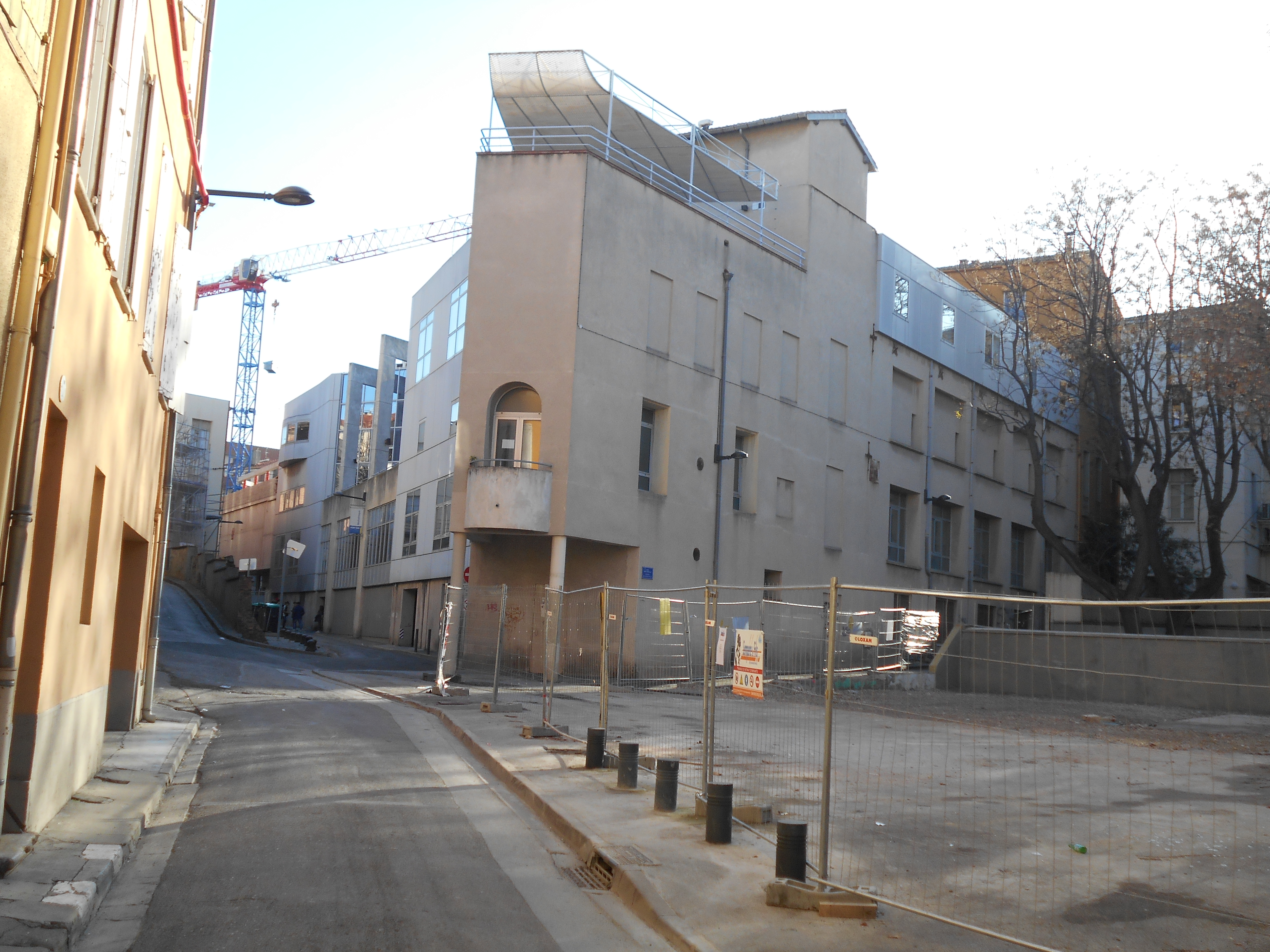
La Mediateca, des del nord-oest

La Mediateca de Perpinyà és un centre cultural de la ciutat de Perpinyà, de la comarca del Rosselló, a la Catalunya del Nord. És la figura que substitueix l'antiga Biblioteca Municipal.
Està situada a la confluència del carrer de Sant Salvador (actualment d'Émile Zola) amb el de la Universitat, al barri de Sant Jaume, però a la ratlla amb el de la Real.
En l'actualitat, 2017, forma una petita xarxa de biblioteques, amb quatre seus: la central, la Biblioteca Barande, al Vernet, la Biblioteca Bernat Nicolau, al nord del barri de l'Estació, als mateixos locals on es troba el Museu de les monedes i medalles Josep Puig i la Biblioteca Jean d'Ormesson, al barri del Molí de Vent.
És una biblioteca - mediateca moderna, en la qual s'ofereixen, a part dels serveis tradicionals d'una biblioteca enriquida per un bon fons d'elements audiovisuals, uns amplis serveis en línia.